# Ion cyclopropénium

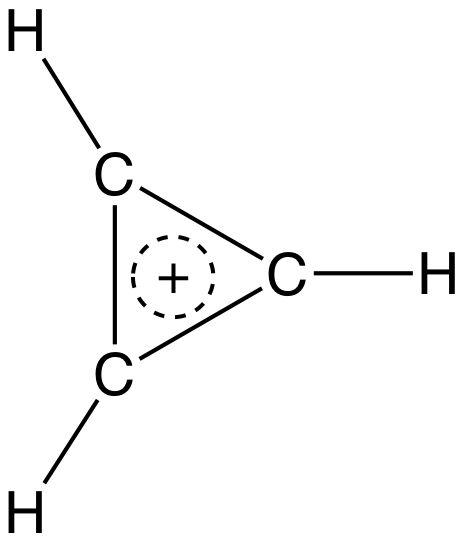
Le cation cyclopropénium

L' ion cyclopropénium est le cation de formule C3H3+ Il a attiré l'attention comme le plus petit exemple de cation aromatique. Ses sels ont été isolés et de nombreux dérivés ont été caractérisés par cristallographie aux rayons X. Le cation et quelques dérivés simples ont été identifiés dans l'atmosphère de Titan, une lune de Saturne.

## Collage
Avec deux électrons π, la classe des cations cyclopropénium obéit aux règles d'aromaticité de Hückel pour 4n + 2 électrons puisque, dans ce cas, n = 0. Conformément à cette prédiction, le noyau C3H3 est plan et les liaisons C –C sont équivalentes. Dans le cas du cation dans [ C3 ( SiMe3 ) 3 ] + SbCl6−, les distances C–C de l'anneau varient de 1,374(2) à 1,392(2) UN.

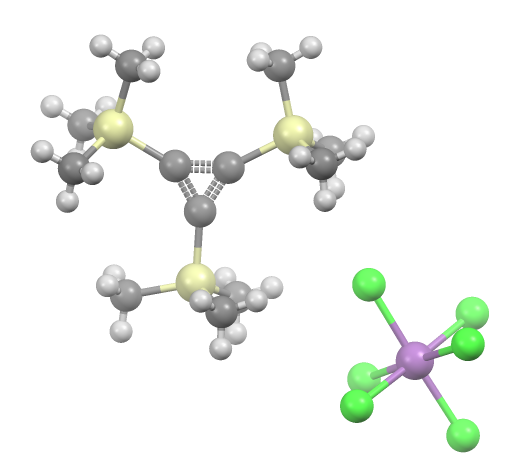
Structure du sel [C_{3}(SiMe_{3})_{3}]^{+}SbCl_{6}^{−}

## Synthèses
Les sels de nombreux cations cyclopropényles ont été caractérisés. Leur stabilité varie en fonction des effets stériques et inductifs des substituants.
Les sels de triphénylcyclopropénium ont été décrits pour la première fois par Ronald Breslow en 1957. Ce sel a été préparé en deux étapes : la réaction du phényldiazoacétonitrile avec le diphénylacétylène a donné le 1,2,3-triphényl-3-cyclopropène nitrile. Le traitement de ce dernier avec du trifluorure de bore a donné le [ C3Ph3 ] BF4, [,:
Selon un article de 1970 rapportant l'isolement du cation parent, « Le simple mélange de 3-chlorocyclopropène avec du pentachlorure d'antimoine, du trichlorure d'aluminium ou du fluoroborate d'argent ... [conduit] aux sels du cation cyclopropényle. » L'hexachloroantimonate ( SbCl6− ) le sel est indéfiniment stable à −20 °C.
Les sels de trichlorocyclopropénium sont générés par l'abstraction de chlorure à partir du Tétrachlorocyclopropène (en):
C3Cl4 + AlCl3 → [ C3Cl3 ] + AlCl4−
Le Tétrachlorocyclopropène (en) peut être converti en tris( tert -butyldiméthylsilyl)cyclopropène. L'abstraction d'hydrure avec du tétrafluoroborate de nitrosonium produit le cation cyclopropénium trisilyl-substituted:
Les sels de cyclopropénium amino -substitués sont particulièrement stables,. Le calicène (en) est un dérivé inhabituel comportant du cyclopropénium lié à un cyclopentadiénide.

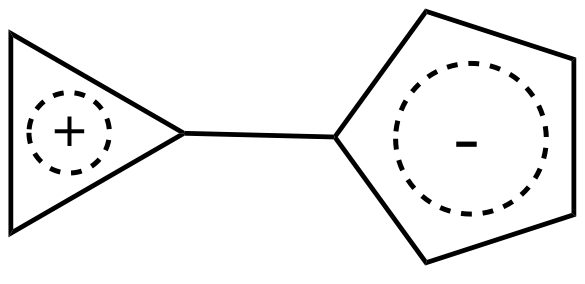
Le calicène présente un cycle cyclopropénium.

## Réactions

### Chimie organique
Les sels de chlorure d'esters de cyclopropénium sont des intermédiaires dans l'utilisation des dichlorocyclopropènes pour la conversion des acides carboxyliques en chlorures d'acide :
Les cations cyclopropénium apparentés sont produits lors de la régénération des 1,1-dichlorocyclopropènes à partir des cyclopropénones.
Les chlorures de cyclopropénium ont été appliqués à la formation de liaisons peptidiques. Par exemple, dans la figure ci-dessous, la réaction d'un acide aminé protégé par boc avec un acide aminé non protégé en présence de l'ion cyclopropénium permet la formation d'une liaison peptidique via la formation de chlorure d'acide suivie d'une substitution nucléophile avec l'acide aminé non protégé.
Cette méthode de génération douce de chlorures d'acide peut également être utile pour lier des sucres alpha- anomériques. Après avoir utilisé l'ion cyclopropénium pour former le chlorure au niveau du carbone anomérique, le composé est iodé avec de l'iodure de tétrabutylammonium. Cet iode peut ensuite être substitué par n'importe quel groupe ROH pour subir rapidement une liaison alpha-sélective des sucres.
De plus, certaines voies de synthèse utilisent des ouvertures de cycle cyclopropénium pour produire un allylcarbene cation . Le produit de dégradation linéaire produit des centres carbonés nucléophiles et électrophiles:

### Composés organométalliques

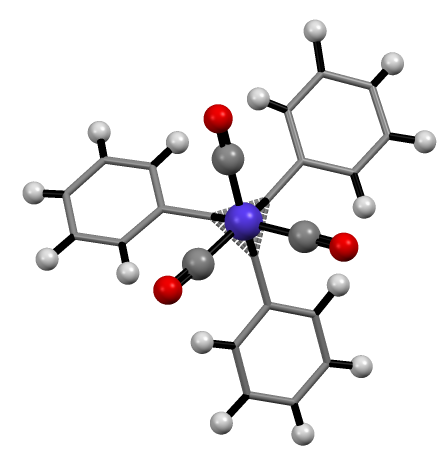
Structure de Ph _{3} C _{3} Co(CO) _{3} vue selon l'axe de symétrie C _{3}.

De nombreux complexes contenant des ligands cyclopropénium sont connus. Parmi les exemples, on peut citer [M( C3Ph3 )( PPh3 ) 2 ] + (M = Ni, Pd, Pt) et Co( C3Ph3 )(CO) 3. Ces composés sont préparés par réaction de sels de cyclopropénium avec des complexes métalliques de faible valence.

## En tant que polyélectrolytes
Étant donné la présence de nombreux dérivés substitués, les sels de cyclopropénium ont suscité l'intérêt en tant que polyélectrolytes potentiels, utiles pour des technologies telles que le dessalement et les piles à combustible. Les sels de tris(dialkylamino)cyclopropénium ont été particulièrement étudiés en raison de leur grande stabilité.